# Salwar kamiz

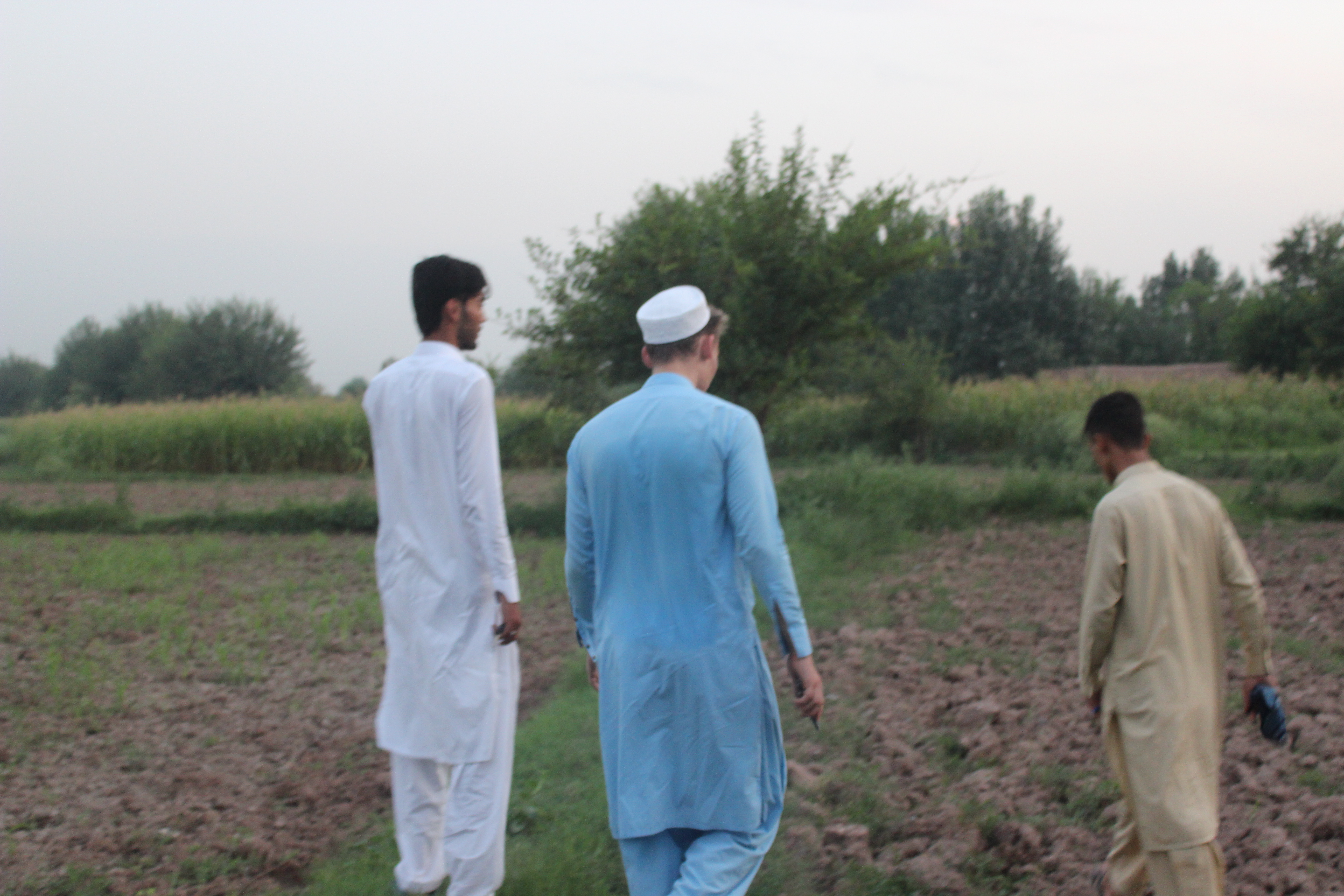
Tre uomini con la tradizionale Salwar Kalmiz nel Pakistan

La Salwar kamiz o Shalwar kamiz (in urdu شلوار قمیض‎?, šalwār qamīz, ma scritto anche salwar kameez o shalwar kameez) è un abito tradizionale, sia maschile sia femminile, di alcune popolazioni del sud-est asiatico (Afghanistan, India, Pakistan, Bangladesh etc.). Il termine kamiz deriva dall'arabo, salwar dal persiano. La salwar kamiz consiste di tre parti: salwar, kamiz e dupatta.
La kamiz è una camicia lunga che arriva almeno all'anca ma a volte anche al ginocchio dando grande libertà di movimento a chi la indossa. Le donne portano anche la dupatta, uno scialle lungo e largo che le copre il capo, le spalle ed il collo.
La camicia degli uomini è anche chiamata kurta.
Naturalmente la salwar kamiz è disponibile in diverse fogge, colori e lunghezza, senza rappresentare necessariamente tradizioni locali, ma solo per soddisfare il gusto di chi le indossa.